# 小林暢
小林 暢（こばやし とおる、1879年〈明治12年〉10月19日 - 1935年〈昭和10年〉1月2日）は、明治後期から昭和戦前期にかけての実業家・政治家。長野県更級郡信田村（現・長野市）の人物で、実業界では長野農工銀行や八十二銀行（前身六十三銀行を含む）の頭取を長く務め、政界では貴族院多額納税者議員を1期7年務めた。

## 経歴

### 明治期
小林暢は、1879年（明治12年）10月19日、長野県更級郡信田村（現・長野市信更地区）の素封家・小林元辰（士族）の長男として生まれた。父・元辰は1878年（明治11年）の大蔵省調査によると県を代表する大地主35人のうちの一人であった。1887年（明治20年）8月、父の死去により家を継ぐ。小学校卒業後は私塾に学んだ。
1903年（明治36年）5月、上高井郡須坂町（現・須坂市）に信濃電気という電力会社が設立されると監査役に就任（初代社長は越寿三郎）。同年7月には六十三銀行の取締役に選ばれ初めて金融界に入った。同社は埴科郡松代町（現・長野市）の第六十三国立銀行と更級郡稲荷山町（現・千曲市）の稲荷山銀行を前身とする銀行である。取締役就任当時は更級郡の飯島正治が頭取であった。
1904年（明治37年）1月長野新聞取締役に就任する。同社は小坂善之助が「信濃毎日新聞」を引き取って新聞経営を開始したことに対抗する形で設立されたもので、競合する新聞「長野新聞」を発行していた。同年3月信田郵便局長に就任し、1905年（明治38年）11月日本赤十字社評議員となる。1906年（明治39年）4月、信田村の村会議員に当選。1907年（明治40年）7月長野商業銀行の取締役に就任し、翌1908年（明治41年）1月頭取となった。長野商業銀行は1899年（明治32年）長野市に設立された会社で、市内や松本市などを営業地盤としていた。1908年2月信田郵便局長は辞任した。
1910年（明治43年）1月、長野農工銀行の取締役に就任し、11月19日付で同社頭取に昇格した。長野農工銀行は1898年（明治31年）に設立された長野県における農工銀行で、前六十三銀行頭取の小出八郎右衛門が初代頭取であった。小林の頭取在任中の長野農工銀行は貸出手続きを簡略化するなど営業方針を積極的に改善し特殊銀行としての機能を強めた。一方で長野商業銀行の頭取は辞任し、常務の西沢喜太郎が新頭取となった。その後も取締役には留任したが、長野商業銀行は1914年（大正3年）5月に六十三銀行へと合併されている。また1910年4月、信濃電気で監査役から取締役に転じた。

### 大正・昭和期
1920年（大正9年）5月、立憲政友会から第14回衆議院議員総選挙に立候補（選挙区は長野県第5区）するも、憲政会の春日俊文に敗れ落選した。その5年後の1925年（大正14年）9月、長野県の多額納税者による互選で今井五介とともに貴族院多額納税者議員に当選、29日付で貴族院議員に就任した。貴族院では研究会に所属し、1932年（昭和7年）9月まで1期7年在任している。後任には長野電灯社長の小坂順造を推薦した。
金融界では、1921年（大正10年）7月26日、1903年以来取締役を務める六十三銀行で飯島正治の引退に伴う後任に推され第3代頭取に就任した。一方で長野農工銀行頭取からは退き、西沢喜太郎と交代した。長野農工銀行では頭取退任後も1930年（昭和5年）12月に日本勧業銀行へ吸収されるまで取締役には在任している。また1921年11月、長野県における貯蓄銀行として長野貯蓄銀行が設立されると監査役に就任した（初代頭取西沢喜太郎）。
1929年（昭和4年）10月に世界恐慌が発生すると、生糸価格の暴落と昭和恐慌による国内不況が重なって蚕糸業に依存する長野県の経済は急速に冷え込んだ。その影響で1930年11月、上田市に本店を置く県内主力銀行の一つ信濃銀行が預金支払い猶予（モラトリアム）を発表、実質的に破綻した。こうした金融不安を機に、県内に残る2つの有力銀行、六十三銀行と上田市の第十九銀行を合併させようという機運が金融業界に高まり、日本勧業銀行や三菱銀行の斡旋によって1931年（昭和6年）6月に六十三銀行・第十九銀行合併による新銀行設立が決まる。そして8月1日、新銀行八十二銀行が発足した。新銀行では第十九銀行頭取の飯島保作が頭取に、小林が副頭取にそれぞれ内定していたが、直前に飯島が急死したため小林が八十二銀行初代頭取に就任した。副頭取には第十九銀行常務の黒沢利重が入り、第十九銀行の木内栄司と六十三銀行の飯島正一がともに常務取締役に就いている。
金融界以外では、1921年（大正10年）4月から1928年（昭和3年）3月にかけて帝国火災保険（日本火災海上保険の前身）の取締役に在任した。同社は東京所在の火災保険会社で、当時農工銀行関係者が中心となって経営されていた。その間の1926年（大正15年）9月には信濃電気傍系の石灰窒素メーカー信越窒素肥料（現・信越化学工業）の発足にあわせ取締役に就任する（初代社長は越寿三郎）。しかし4年後の1930年4月、信濃電気取締役から社長の越寿三郎らとともに退任し、追って同年6月に信越窒素肥料取締役も越とともに辞任した。長野新聞取締役からも1932年1月に飯島正一らとともに退任している。他方で1930年1月、六十三銀行傘下の倉庫会社昭和倉庫の社長に就任。翌1931年3月には帝国火災保険取締役に再任された。
1934年（昭和9年）12月、八十二銀行の業務で上京したところ、感冒を患い日本赤十字病院に入院する。入院中さらに狭心症を発症し、そのまま翌1935年（昭和10年）1月2日に死去した。享年57。八十二銀行では前日に病気療養中の常務木内栄司も死去しており、頭取と常務が相次いで急死する形となった。小林は死去時まで八十二銀行頭取のほか長野貯蓄銀行監査役、帝国火災保険取締役、昭和倉庫社長などに在任中であった。

## 親族
- 妻：しん (長野県士族、日本勧業銀行理事、小林営成姉)
- 二女：田鶴子 (木曽電気取締役 間杢右衞門息子運吉妻、岳母の姪は衆議院議員上條信妻、衆議院議員塩川幸太)

## 栄典
- 1935年1月2日 - 従六位[32]。金融業への貢献から追贈[13]。